# Navia (conceyu)
Navia és un conceyu de la comunitat autònoma del Principat d'Astúries. Està situat nord-occident al costat de la ria que forma en la seva desembocadura el riu Navia, limita al nord amb el mar Cantàbric, al sud amb Villayón, a l'est amb Valdés i a l'oest amb Cuaña. També és el nom d'una parròquia i de la capital del concejo. Així com del riu que fa de frontera natural amb el concejo de Cuaña.
Amida 62,58 km² i una longitud de costa de 14 km. Compta amb diverses indústries destacables: la paperera del grup ENCE, Drassanes Armón, o la làctia Reny Picot, per esmenar algunes de les més rellevants. És un dels municipis d'Astúries en els quals es parla gallec.

## Història

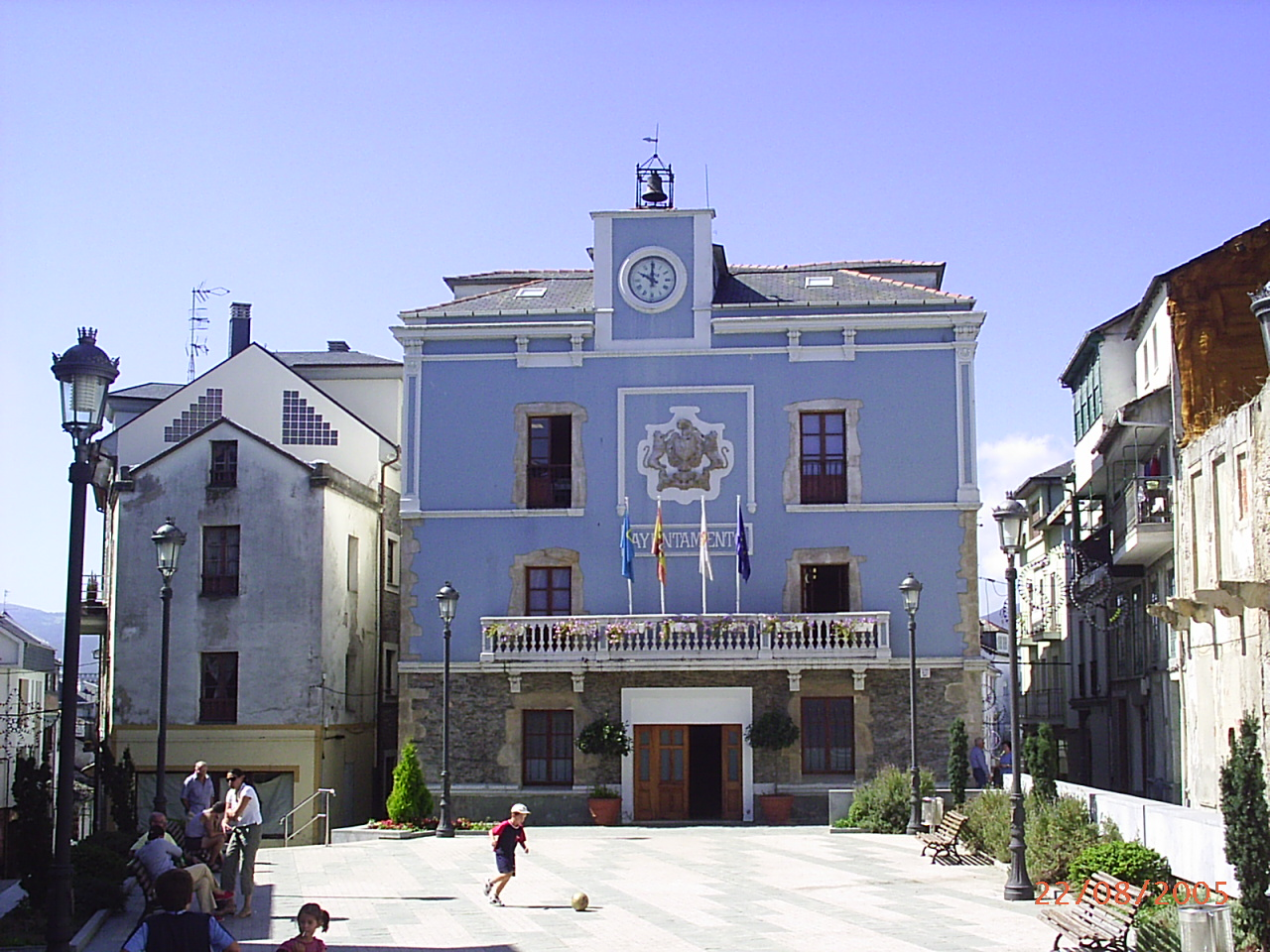
Ajuntament de Navia

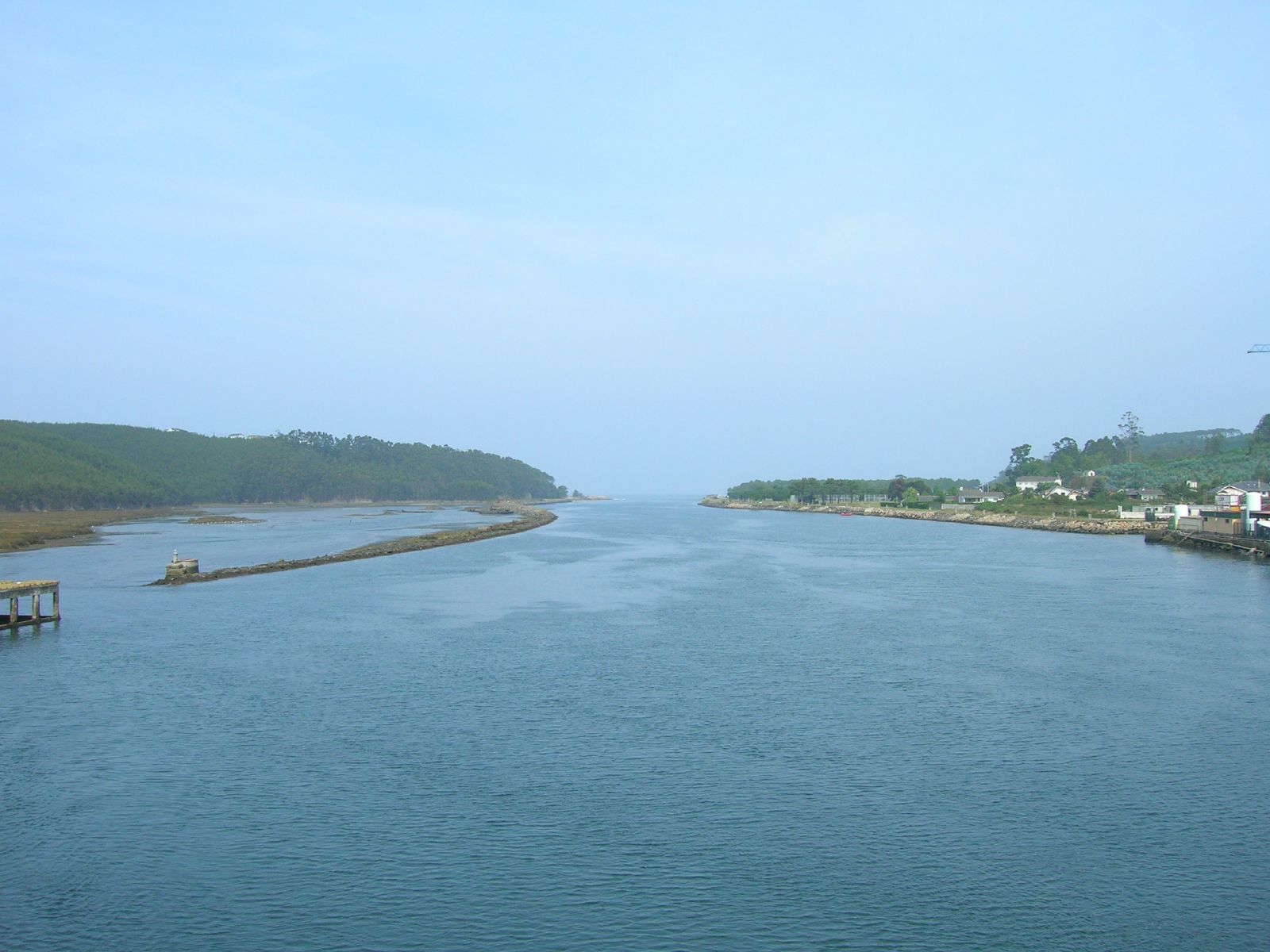
Ria de Navia

### Prehistòria i assentaments cèltics
Els primers assentaments homínidos tenen lloc al Paleolític inferior, fa uns 300.000 anys com proven les restes oposades de diferents eines de pedra Parc històric del Riu Navia 4.000 anys abans de Crist, ja habitava en el territori un element humà família del neandertal, que vivia conforme als seus costums prehistòrics. Així apareixen restes tumulars al llarg del concejo, a Andés, Anleo, Tox (Villapedre) o Valleinclán entre d'altres. Fou el 600 aC, quan hi apareixen els primers pobles cèltics procedents de centre d'Europa, van arribar manant i imposant els seus costums a les gents del territori fent la convivència una mica difícil.
Apareixen en aquesta època les agrupacions humanes en els castros que tenen gran valor arquitectònic i els quals representen en els nostres dies importants monuments. És durant la coexistència en la zona de la tribu cèltica-galaica dels albions i de l'astur dels Pesics quan es té referència del primer assentament humà en el marge dret de la ria de Navia el nom de la qual ve donat per l'admiració i tribut que els pobles primitius donaven a l'aigua, que era un element sagrat.

### Època Medieval
Existeix una gran ombra, històricament parlant, durant el temps que transcorre entre la desaparició de la forma de vida cèltica, fins al naixement dels primers nuclis urbans medievals. Apareixen nous canvis en la societat i nous hàbits de vida que van a aportar innovadors elements culturals. L'època romana (segle I aC), així com la visigòtica (segle v aC) són de clara mostra en aquest canvi anteriorment ressenyat.
Després de la batalla de Covadonga, el nou regne es divideix en territoris amb els consegüents comtats, governadors, jutges..., nomenant els monarques d'entre gent en la qual delegar els seus poders en aquests territoris, cosa que ajudà perquè sorgeixin les classes nobles, qui durant els segles X, xi i xii acapararen grans dosis de poder i de fortunes. És en aquesta època quan apareixen les primeres esglésies i monestirs en la zona (Santa Marina de Vega, San Salvador de Piñera, San Martín de Siloyo), les quals ocupen una funció administrativa i religiosa. És en el segle xii quan s'aglutinen les "villae" en pobles, creant-se les primeres jurisdiccions i apareixent per primera vegada a figurar els distints concejos. El de Navia comprenia els territoris de Villayón, la muntanya, i la mateixa Navia, situació aquesta que es va mantenir fins al segle xix.
La primera notícia documentada de Navia data del segle x, i es refereix a una donació feta al bisbe d'Oviedo d'unes terres a Andés. Durant els segles XI i xii té lloc una millora econòmica en la zona deguda a una gran acumulació de terres, bestiars i fortunes monetàries per part dels senyorius. El segle xiii, Navia no és aliena a la política de desenvolupament i repoblació que es dona en tot el territori, concedint-li el rei Alfons X de Castella " la carta de poblament " en 1270.
Els segles xiv i xv són etapes de gran recessió en tots els sentits degut en gran manera per les catàstrofes climatològiques que acaben amb collites i bestiars, i per les incessants lluites dinàstiques, fent condir la delinqüència i el terror. Els segles esdevenidors (xvi i XVII) van estar marcats encara per la gran penúria econòmica heretada del segle anterior, encara que també van aparèixer nous problemes per a la societat com va anar la lluita contra els pirates i corsaris anglesos i francesos.

### Seglexviii
El segle xviii porta amb si una millora en la situació econòmica del concejo a causa de l'expansió dels cultius i plantacions, l'increment de la producció de carn i la diversificació d'oficis i artesanies. La invasió francesa del segle xix altera la vida social arreu de Navia, ajudant la gent del concejo a tirar del territori als pobles invasors. Entrem en una gran època de prosperitat econòmica gràcies als burgesos adinerats i als emigrants d'ultramar. A ells és hagut de la millora de les comunicacions, de les infraestructures i en general del nivell de vida dels habitants del concejo durant finals del XIX i començaments del xx. És a la fi del segle xix quan s'emancipen els territoris de Villayón i La Montaña deixant el concejo de Navia com és en l'actualitat.

## Geografia
Ocupa una superfície de 62,58 km² i la seva població al 2022 és de 8.263 habitants, concentrant-se la major part en la capital, en Puerto de Vega i a Villapedre (60% del total). La principal carretera que recorre el concejo és la N-634, que té bons accessos rodats a la majoria dels pobles del municipi. També posseeix infraestructura ferroviària, passant per Navia la línia de FEVE.

### Geologia
Des del punt de vista geològic, el sòl de Navia, a causa de la zona irrigada pel riu, correspon a un període d'evolució de la terra anomenat silurià. El diminut riu es va llaurar la seva llera, i encaixant-s'hi a mesura que es retiraven les aigües oceàniques per acumulació d'enormes glaceres polars. Encara en el segle passat la ria era un gran estuari que coronava la forest de San Esteban per l'oest i el pujol de Buenavista pel sud-est. La pissarra és l'element geològic més destacable formant complexos rocosos de diferents colors, generalment gris i blavços, i estructura amb una gran facilitat de fractura.
La quarsita és un altre element que es dona sobretot en la part oriental del concejo. La topografia litoral està bé definida amb uns 3 km. d'ample i una altura de mitjana de 60 m. Tot això origina una topografia modulada entorn de tres unitats de relleu molt bé definides: la franja costanera, les valls mitjanes i la zona muntanyenca de l'interior. Les elevacions més pronunciades les trobem pel sud en els límits amb Villayón, amb altures que no arriben mai als 1000 metres, sent el pic Panondres amb 842 metres el seu accident més destacat. Altres altures destacades són les del pic de La Cueva i Costillones amb cotes situades entorn dels 500 metres.

### Hidrografía
Dintre de la seva xarxa hidrogràfica, l'accident més destacat el representa el riu Navia, que travessa el concejo de sud a nord pel seu costat occidental, servint de límit amb el concejo veí de Cuaña, i que es converteix en ria ja en la seva part final. Sempre va tenir una gran importància en el concejo, ja que gran part de l'economia local s'articulava entorn d'ella. Un altre riu mencionable és l'Anleo, que neix en la serra del mateix nom i cedeix les seves aigües al Navia en la localitat de Les Aceñas. Els rius Villaoril i Del Monte s'uneixen per a formar el Frexulfe, desembocant en el mar Cantàbric en la platja del mateix nom, el mateix que el Barayo, aquest ja en el límit amb Valdés.

### Climatologia
El clima en la zona pot considerar-se de temperat i humit, sense grans oscil·lacions, gràcies en bona part de l'acció moderadora del mar que suavitza les temperatures, a l'hivern fent-les més temperades, i a l'estiu suavitzant-les.

### Flora i fauna
Gràcies a les favorables condicions tant geològiques com climàtiques, té el concejo una extensa i variada riquesa vegetal i animal. Així gairebé la meitat de terreny de la superfície correspon a forests de pins, eucaliptus, i roures. I en menor mesura castany, noguera, bedoll i faig. Quan la vida animal cal destacar l'abundància de pesca tant de riu com de mar que sempre va tenir el territori, i que avui dia s'ha anat extingint a poc a poc, donant lloc a plans de repoblació d'algunes espècies com el salmó.

## Parròquies
El concejo de Navia està dividit en 8 parròquies: 
| - Andés - Anleo | - Navia - Piñera | - Polavieja - Puerto de Vega | - Villanueva - Villapedre |

## Evolució demogràfica
Fins al segle xviii Navia presentava una demografia catastròfica a causa d'una agricultura extensiva que liquidava els boscos i acabava amb les pastures, el que feia que en èpoques de recessió apareguessin fams i epidèmies. Eren temps d'alta mortalitat infantil i poca esperança de vida. L'ocupació es trobava poc diferenciada i el moviment de persones només es donava en contades ocasions com eren les sortides a Castella o les sortides a ultramar.
En el segle xix caigué progressivament la taxa de mortalitat i es comença a veure una modernització demogràfica. Es millorà la dieta alimentosa, es construeixen millors habitatges, es milloren les xarxes de sanejament i les comunicacions. Desapareixen les pestes encara que apareixen noves malalties com el còlera, la verola, la grip. Però és al segle XX quan s'augmenta la població de manera més significativa gràcies a l'articulació econòmica del concejo amb la regional, accelerant el desenvolupament local. S'explota l'energia hidroelèctrica del riu gràcies als embassaments de Doiras, Grandas i Arbón i aquesta energia molt més versàtil i barata atreu molta indústria com la conservera, les drassanes i la fàbrica de farines. Más recentment empreses com la paperera, la Reny-Picot, Armon, etc., expliquen l'èxit del concejo a l'hora d'explotar els seus avantatges competitius.

## Economia
Avui dia la representació de les ocupacions segons sectors ens dona les següents dades: El sector primari ocupa un 23,03% de les ocupacions. En aquest sector va tenir gran incidència la pesca, font de vida durant molt temps de Puerto Vega. La ramaderia és l'activitat que major nombre d'ocupacions concentra, mostrant-nos aquí una gran especialització làctia, com ho demostra el tant per cent de vaques de la raça frisona que es comptabilitzen, sent aquest de gairebé el 90 %. 
El secundari i el de la construcció representa a un 38,86% del total, sent la branca del paper la qual major nombre d'ocupacions produïx, gràcies a la fàbrica d'ENCE, de gran importància dintre de tota la comarca del Navia. Altres activitats amb bona presència són les de l'alimentació i les transformadores de metalls. La construcció, està en contínua expansió. Finalment, el sector terciari ocupa al 38,11% de la població activa, el que ens revela que hi ha un important equilibri sectorial i es veu com a poc a poc el sector terciari cada vegada més modern i funcional, va a anar absorbint mà d'obra del secundari, al demandar la indústria molta menys mà d'obra. Destaquen dintre d'aquest sector el comerç i l'hostaleria, desenvolupant-se majorment en la capital i en Puerto de Vega. Actualment Navia s'ha convertit en un dels centres comercials més important dintre de l'occident asturià, en lluita directa amb la seva veïna Ḷḷuarca.

## Política
En el concejo de Navia, des de 1979, el partit que més temps ha governat ha estat el PP (vegeu Llista d'alcaldes de Navia). L'actual alcaldessa és Ana Isabel Fernández García del PP.
|      | PSOE | PP | IU-BA | CDS | URAS | Altres | Total |
| ---- | ---- | -- | ----- | --- | ---- | ------ | ----- |
| 1979 | 1    | 3  | 2     | 6   | -    | 1      | 13    |
| 1983 | 4    | 3  | 0     | 1   | -    | 5      | 13    |
| 1987 | 5    | 8  | 0     | 0   | -    | 0      | 13    |
| 1991 | 5    | 7  | 1     | -   | -    | 0      | 13    |
| 1995 | 3    | 3  | 0     | -   | -    | 7      | 13    |
| 1999 | 4    | 7  | 1     | -   | 1    | 0      | 13    |
| 2003 | 5    | 6  | 1     | -   | 0    | 1      | 13    |
| 2007 | 6    | 6  | 1     | -   | 0    | 0      | 13    |
| 2011 | 7    | 5  | 0     | -   | -    | 1      | 13    |
| 2015 | 8    | 2  | 3     | -   | -    | 0      | 13    |
| 2019 | 6    | 5  | 2     | -   | -    | 0      | 13    |
| 2023 | 5    | 7  | 1     | -   | -    | 0      | 13    |

## Ciutats agermanades
- Móstoles (Madrid)